# Campionati europei di atletica leggera paralimpica 2016
Il V Campionato europeo di atletica leggera paralimpica si è disputato a Grosseto, in Italia, presso lo stadio Carlo Zecchini dal 10 al 16 giugno 2016. 

## Nazioni partecipanti
Tra parentesi, il numero di atleti partecipanti per nazione.
- Austria (7)
- Belgio (8)
- Bielorussia (10)
- Bulgaria (12)
- Cipro (1)
- Croazia (17)
- Danimarca (8)
- Estonia (3)
- Finlandia (10)
- Francia (24)
- Germania (30)
- Grecia (16)
- Irlanda (9)
- Islanda (4)
- Israele (2)
- Italia (36)
- Lettonia (5)
- Lituania (11)

- Lussemburgo (1)
- Moldavia (2)
- Montenegro (3)
- Norvegia (7)
- Polonia (51)
- Portogallo (25)
- Regno Unito (48)
- Romania (5)
- Russia (100)
- Serbia (10)
- Slovacchia (7)
- Slovenia (1)
- Spagna (34)
- Svezia (11)
- Svizzera (8)
- Turchia (26)
- Ungheria (7)

## Categorie
La classe sportiva nell'atletica leggera paralimpica si identifica con un prefisso e con un numero. I prefissi utilizzati sono:
- F = prove effettuate su campo (field, campo);
- T = prove effettuate su pista (track, pista);
- P = pentathlon;

Mentre i numeri identificativi delle categorie sono:
- 11-13 – atleti ipovedenti e non vedenti; gli atleti delle categorie 11 e 12 gareggiano con una guida;
- 20 – atleti con disabilità intellettiva;
- Atleti gareggianti su sedia a rotelle:
  - 31-34 – atleti con paralisi cerebrale o con altre condizioni che limitano la coordinazione degli arti e/o l'uso dei muscoli;
  - 51-58 – atleti con lesioni alla spina dorsale, amputazioni, handicap muscolo-scheletrici, malformazioni congenite, lesioni nervose;
- Atleti deambulanti gareggianti in posizione eretta:
  - 35-38 – atleti con paralisi cerebrale o con altre condizioni che limitano la coordinazione degli arti e/o l'uso dei muscoli.
  - 40-46 – atleti con amputazioni, lesioni spinali, handicap muscolo-scheletrici, malformazioni congenite, lesioni nervose;

## Calendario
| ● | Cerimonia di apertura |  | Gare | ● | Cerimonia di chiusura |

| Data →                 | Data →    | 10 | 11                 | 12                  | 13              | 14              | 15                          | 16            |
| ---------------------- | --------- | -- | ------------------ | ------------------- | --------------- | --------------- | --------------------------- | ------------- |
| 100 m                  | Uomini    |    | T11                | T52 T42 T12 T51 T13 | T34 T33         | T36             | T35 T53 T54 T44 T47         | T38           |
| 100 m                  | Donne     |    | T34                | T35                 |                 | T11             | T13 T12 T42 T54 T37 T53 T38 | T44 T47       |
| 200 m                  | Uomini    |    |                    | T53 T54 T38         | T11 T35 T47     | T12 T13 T34 T44 | T42                         | T36           |
| 200 m                  | Donne     |    | T11 T13 T53/54     | T12 T38             | T47 T44         | T37             | T35                         |               |
| 400 m                  | Uomini    |    |                    | T34 T44             | T54 T36 T53 T52 | T51 T38         | T12 T20                     | T13           |
| 400 m                  | Donne     |    |                    | T34 T47             | T12 T38 T54 T53 | T44 T13         | T20                         |               |
| 800 m                  | Uomini    |    |                    | T13                 | T20             |                 | T53 T36                     | T38 T34       |
| 800 m                  | Donne     |    |                    | T20                 |                 | T54 T34         |                             |               |
| 1.500 m                | Uomini    |    | T52 T20            | T38 T11             | T46             | T13             |                             | T54           |
| 1.500 m                | Donne     |    | T20 T11            |                     |                 |                 | T13                         | T54           |
| 5.000 m                | Uomini    |    |                    | T54                 | T11             |                 |                             | T13           |
| 5.000 m                | Donne     |    |                    | T54                 |                 |                 |                             |               |
| 4×100 m                | Uomini    |    |                    |                     |                 |                 |                             | T11-13 T42-47 |
| 4×100 m                | Donne     |    |                    |                     |                 |                 |                             | T11-13 T35-38 |
| 4×400 m                | Uomini    |    |                    |                     |                 |                 |                             | T53/54        |
| Salto in lungo         | Uomini    |    | F36                | F44                 | F37             | F11 F47 F42     | F12 F13                     | F38 F20       |
| Salto in lungo         | Donne     |    | F42-44 F47         | F37                 | F12 F38         |                 | F11                         | F20           |
| Salto in alto          | Uomini    |    | F12 F42-44         | F47                 |                 |                 |                             |               |
| Getto del peso         | Uomini    |    | F40/41 F46         | F20 F42             | F12 F38 F35     | F36 F37         | F53 F35 F55                 | F32 F33 F57   |
| Getto del peso         | Donne     |    | F34 F53/54 F57 F12 | F32/33 F44 F55      | F40/41          |                 | F35/36                      | F20 F37       |
| Lancio del disco       | Uomini    |    | F56 F34            | F52 F44-46 F57      |                 | F42             | F11                         | F37 F12       |
| Lancio del disco       | Donne     |    |                    | F38                 | F57             | F55             | F40/41 F11/12               |               |
| Lancio del giavellotto | Uomini    |    | F11 F37/38         | F13                 | F54 F34 F55     | F57             | F44 F40/41                  | F46           |
| Lancio del giavellotto | Donne     |    |                    |                     | F11-13          | F37             | F34                         | F54 F56       |
| Lancio della clava     | Uomini    |    |                    |                     |                 | F51 F32         |                             |               |
| Lancio della clava     | Donne     |    |                    |                     |                 |                 | F31/32/51                   |               |
| Cerimonie              | Cerimonie | ●  |                    |                     |                 |                 |                             | ●             |

## Risultati
I risultati del campionato sono stati:

### Uomini

#### Corse
| Specialità | Categoria | Oro | Prestazione | Argento | Prestazione   | Bronzo                                                                                          | Prestazione   |
| Corse piane |           | |             | |               |                                                                                                 |               |
| 100 m | T11       | Timothee Adolphe guida: Gautier Simounet                                                                           | 11"43       | Andrei Koptev guida: Sergey Petrichenko                                                                           | 11"70         | Martin Parejo Maza guida: Timoteo Stewart Ortiz                                                 | 11"98         |
| 100 m | T12       | Artem Loginov | 11"12       | Fëdor Trikolič | 11"32         | Gabriel Potra                                                                                   | 11"64         |
| 100 m | T13       | Mateusz Michalski                                                                                                  | 10"98       | Radoslav Zlatanov                                                                                                 | 11"02         | Philipp Handler                                                                                 | 11"12         |
| 100 m | T33       | Toby Gold | 17"64       | Dan Bramall | 18"27         | Non assegnato                                                                                   | Non assegnato |
| 100 m | T34       | Henry Manni | 15"86       | Sebastien Mobre                                                                                                   | 16"56         | Ben Rowlings                                                                                    | 16"67         |
| 100 m | T35       | Artem Kalashian | 12"95       | Dmitrij Safronov                                                                                                  | 13"03         | Jordan Howe                                                                                     | 13"13         |
| 100 m | T36       | Evgenii Torsunov                                                                                                   | 12"27       | Graeme Ballard | 12"34         | Benjamin Erban                                                                                  | 14"01         |
| 100 m | T37 - T38 | Andrei Vdovin (T37)                                                                                                | 11"98       | Gocha Khugaev (T37)                                                                                               | 11"99         | Andrei Poroshin (T38)                                                                           | 12"09         |
| 100 m | T42       | Richard Whitehead                                                                                                  | 12"21       | Anton Prokhorov                                                                                                   | 12"24         | Daniel Jorgensen                                                                                | 12"27         |
| 100 m | T43 - T44 | Jonnie Peacock (T44)                                                                                               | 11"18       | Felix Streng (T44)                                                                                                | 11"20         | Johannes Floors (T43)                                                                           | 11"60         |
| 100 m | T47       | Michal Derus | 11"14       | Aleksei Kotlov | 11"38         | Vadim Trunov                                                                                    | 11"56         |
| 100 m | T51       | Peter Genyn | 20"78       | Toni Piispanen | 20"92         | Stephen Osborne                                                                                 | 22"05         |
| 100 m | T52       | Beat Bösch | 18"72       | Mario Trindade | 19"55         | Artem Shishkovskiy                                                                              | 20"74         |
| 100 m | T53       | Mickey Bushell | 15"53       | Vitalii Gritsenko                                                                                                 | 15"93         | Moatez Jomni                                                                                    | 16"20         |
| 100 m | T54       | Leo Pekka Tähti | 14"43       | Richard Chiassaro                                                                                                 | 14"82         | Aleksei Bychenok                                                                                | 15"00         |
| 200 m | T11       | Timothee Adolphe guida: Gautier Simounet                                                                           | 23"19       | Mehmet Tunc guida: Arda Eris                                                                                      | 23"65         | Firmino Baptista guida: Joao Barros                                                             | 25"69         |
| 200 m | T12       | Artem Loginov | 22"37       | Thomas Ulbricht                                                                                                   | 22"61         | Joan Munar Martinez                                                                             | 22"82         |
| 200 m | T13       | Mateusz Michalski                                                                                                  | 22"07       | Andrei Kuzmin | 22"28         | Aleksei Labzin                                                                                  | 22"48         |
| 200 m | T34       | Henry Manni | 28"33       | Sebastien Mobre                                                                                                   | 29"11         | Isaac Towers                                                                                    | 29"71         |
| 200 m | T35       | Dmitrij Safronov                                                                                                   | 26"06       | Artem Kalashian                                                                                                   | 26"47         | Jordan Howe                                                                                     | 28"27         |
| 200 m | T36       | Evgenii Torsunov                                                                                                   | 25"54       | Graeme Ballard | 26"14         | Non assegnato                                                                                   | Non assegnato |
| 200 m | T38       | Chermen Kobesov | 23"30       | Andrei Vdovin | 24"32         | Lorenzo Albaladejo Martinez                                                                     | 24"36         |
| 200 m | T42       | Richard Whitehead                                                                                                  | 25"09       | David Henson | 25"89         | Anton Prokhorov                                                                                 | 26"16         |
| 200 m | T43 - T44 | Johannes Floors (T43)                                                                                              | 21"82       | Felix Streng (T44)                                                                                                | 22"04         | Michail Seitis (T44)                                                                            | 22"58         |
| 200 m | T47       | Aleksei Kotlov | 22"15       | Gunther Matzinger                                                                                                 | 22"60         | Vadim Trunov                                                                                    | 22"83         |
| 200 m | T53       | Moatez Jomni | 26"64       | Vitalii Gritsenko                                                                                                 | 26"72         | Arsen Kurbanov                                                                                  | 28"22         |
| 200 m | T54       | Richard Chiassaro                                                                                                  | 25"14       | Aleksei Bychenok                                                                                                  | 25"29         | Leo-Pekka Tähti                                                                                 | 25"45         |
| 400 m | T12       | Joan Munar Martinez                                                                                                | 50"11       | Jose Luis Fernandez Taular                                                                                        | 50"87         | Non assegnato                                                                                   | Non assegnato |
| 400 m | T13       | Egor Sharov | 48"37       | Aleksei Labzin | 50"16         | Hakan Cira                                                                                      | 51"03         |
| 400 m | T20       | Rodrigue Massianga                                                                                                 | 48"65       | Artem Muratov | 48"93         | Maksim Ovcharenko                                                                               | 48"95         |
| 400 m | T34       | Henry Manni | 52"46       | Isaac Towers | 54"22         | Ben Rowlings                                                                                    | 54"41         |
| 400 m | T36       | Evgenii Shvetcov                                                                                                   | 55"47       | Krzysztof Ciuksza                                                                                                 | 56"48         | Artem Arefyev                                                                                   | 57"62         |
| 400 m | T38       | Andrei Vdovin | 50"52       | Chermen Kobesov                                                                                                   | 51"83         | Lorenzo Albaladejo Martinez                                                                     | 55"35         |
| 400 m | T43 - T44 | Johannes Floors (T43)                                                                                              | 48"67       | David Behre (T43)                                                                                                 | 49"71         | Emanuele di Marino (T44)                                                                        | 55"83         |
| 400 m | T47       | Aleksei Kotlov | 49"81       | Andonis Aresti | 50"44         | Alexander Pototschnig                                                                           | 52"93         |
| 400 m | T51       | Peter Genyn | 1'18"09     | Alvise de Vidi | 1'24"48       | Toni Piispanen                                                                                  | 1'25"98       |
| 400 m | T52       | Thomas Geierspichler                                                                                               | 1'01"61     | Beat Bösch | 1'03"50       | Mario Trindade                                                                                  | 1'07"12       |
| 400 m | T53       | Vitalii Gritsenko                                                                                                  | 49"01       | Moatez Jomni | 49"40         | Mickey Bushell                                                                                  | 51"04         |
| 400 m | T54       | David Weir | 46"10       | Richard Chiassaro                                                                                                 | 46"46         | Aleksei Bychenok                                                                                | 46"62         |
| 800 m | T13       | Egor Sharov | 1'55"26     | Aleksandr Kostin                                                                                                  | 2'00"36       | Abel Ciorap                                                                                     | 2'05"61       |
| 800 m | T20       | Alexander Rabotnitskiy                                                                                             | 1'56"89     | Sylwester Jaciuk                                                                                                  | 1'57"38       | Daniel Pek                                                                                      | 1'57.71       |
| 800 m | T34       | Isaac Towers | 1'44.67     | Henry Manni | 1'45"14       | Ben Rowlings                                                                                    | 1'49"14       |
| 800 m | T36       | Evgenii Shvetcov                                                                                                   | 2'08"14     | Artem Arefyev | 2'08"71       | Krzysztof Ciuksza                                                                               | 2'17"62       |
| 800 m | T37 - T38 | Louis Radius (T38)                                                                                                 | 2'06"11     | Leonid Varfolomeev (T37)                                                                                          | 2'09"03       | Christoffer Schultz Vienberg (T38)                                                              | 2'12"68       |
| 800 m | T53       | Vitalii Gritsenko                                                                                                  | 1'40"56     | Moatez Jomni | 1'43"36       | Heinz Frei                                                                                      | 1'44"48       |
| 800 m | T54       | David Weir | 1'35"51     | Richard Chiassaro                                                                                                 | 1'35"65       | Aleksei Bychenok                                                                                | 1'35"67       |
| 1.500 m | T11       | Semih Deniz guida: Muhammed Emin Tan                                                                               | 4'11"97     | Hasan Huseyin Kacar guida: Erdi Aksu                                                                              | 4'14"13       | Aleksander Kossakowski guida: Sylwester Lepiarz                                                 | 4'22"66       |
| 1.500 m | T13       | Lukasz Wietecki | 3'57"38     | David Devine (T12)                                                                                                | 3'58"42       | Aleksandr Kostin                                                                                | 4'00"36       |
| 1.500 m | T20       | Daniel Pek | 3'56"28     | Alexander Rabotnitskiy                                                                                            | 3'56"72       | Rafal Korc                                                                                      | 3'56"78       |
| 1.500 m | T38       | Louis Radius | 4'20"01     | Christoffer Schultz Vienberg                                                                                      | 4'26"27       | Leonid Varfolomeev                                                                              | 4'31"37       |
| 1.500 m | T46       | Aleksandr Iaremchuk                                                                                                | 4'02"69     | Hristiyan Stoyanov                                                                                                | 4'03"63       | Bayram Yilmaz                                                                                   | 4'12"63       |
| 1.500 m | T52       | Thomas Geierspichler                                                                                               | 4'06"13     | Non assegnato | Non assegnato | Non assegnato                                                                                   | Non assegnato |
| 1.500 m | T54       | David Weir | 3'18"50     | Aleksei Bychenok                                                                                                  | 3'18"53       | Alhassane Balde                                                                                 | 3'19"34       |
| 5.000 m | T11       | Hasan Huseyin Kacar guida: Muhammet Ugur Cakir guida: Erdi Aksu                                                    | 16'25"53    | Manuel Garnica Roldán guida: Francisco Javier Castro Garrido                                                      | 16'31"64      | Nuno Alves guida: Ricardo Abreu                                                                 | 16'49"57      |
| 5.000 m | T13       | Lukasz Wietecki | 15'48"52    | Patryk Lukaszewski                                                                                                | 16'16"34      | Matthias Boonen                                                                                 | 17'36"37      |
| 5.000 m | T54       | David Weir | 11'15"95    | Aleksei Bychenok                                                                                                  | 11'16"46      | Alhassane Balde                                                                                 | 11'16"52      |
| Staffette |           | |             | |               |                                                                                                 |               |
| 4×100 m | T11 - T13 | Russia Fëdor Trikolič (T12) Aleksei Labzin (T13) Artem Loginov (T12) Andrei Koptev (T11) guida: Sergey Petrichenko | 42"74       | Portogallo Rodolfo Alves (T13) Firmino Baptista (T11) Luis Goncalves (T12) Gabriel Potra (T12) guide: Joao Barros | 44"97         | Non assegnato                                                                                   | Non assegnato |
| 4×100 m | T42 - T47 | Germania Markus Rehm (T44) David Behre (T43) Felix Streng (T44) Johannes Floors (T43)                              | 41"49       | Russia Anton Prokhorov (T42) Aleksei Kotlov (T47) Vadim Trunov (T47) Petr Mikhalkov (T44)                         | 44"03         | Italia Roberto La Barbera (T44) Ismail Sadfi (T46) Emanuele di Marino (T44) Andrea Lanfri (T43) | 46"23         |
| 4×400 m | T53 - T54 | Regno Unito Richard Chiassaro (T54) Nathan Maguire (T54) Moatez Jomni (T53) David Weir (T54)                       | 3'08"30     | Russia Aleksandr Ganzei (T54) Vitalii Gritsenko (T54) Ivan Goncharov (T53) Aleksei Bychenok (T54)                 | 3'08"72       | Non assegnato                                                                                   | Non assegnato |
| record mondiale; record mondiale stagionale; record europeo; record europeo stagionale; record dei campionati; record nazionale; record personale; record personale stagionale. |           | |             | |               |                                                                                                 |               |

#### Concorsi
| Specialità | Categoria | Oro                          | Prestazione     | Argento                     | Prestazione     | Bronzo                       | Prestazione    |
| Salti |           |                              |                 |                             |                 |                              |                |
| Salto in lungo | T11       | Xavier Porras                | 6,14 m          | Martin Parejo Maza          | 6,05 m          | Andrei Koptev                | 5,65 m         |
| Salto in lungo | T12       | Per Jonsson                  | 6,95 m          | Tobias Jonsson              | 6,69 m          | Siarhei Burdukou             | 6,57 m         |
| Salto in lungo | T13       | Ivan Jose Cano Blanco        | 7,09 m =        | Radoslav Zlatanov           | 6,72 m          | Ihar Fartunau                | 6,61 m         |
| Salto in lungo | T20       | Zoran Talic                  | 7,36 m          | Mariusz Pietrucha           | 6,59 m          | Lenine Cunha                 | 6,56 m         |
| Salto in lungo | T36       | Evgenii Torsunov             | 5,93 m          | Marcin Mielczarek           | 5,35 m          | Mariusz Sobczak              | 5,18 m         |
| Salto in lungo | T37       | Chermen Kobesov              | 6,15 m          | Vladislav Barinov           | 5,82 m          | Valentin Bertrand            | 5,70 m         |
| Salto in lungo | T38       | Andrei Poroshin              | 5,72 m          | Moussa Tambadou             | 5,43 m          | Joshua Andrew Howard         | 5,41 m         |
| Salto in lungo | T42       | Daniel Jorgensen             | 6,70 m          | Heinrich Popow              | 6,43 m          | Diias Izbasarov              | 5,78 m         |
| Salto in lungo | T44       | Markus Rehm                  | 7,98 m          | Felix Streng                | 6,90 m          | Jean-Baptiste Alaize         | 6,67 m         |
| Salto in lungo | T46 - T47 | Christos Koutoulias (T47)    | 6,63 m          | Mihail Hristov (T46)        | 6,54 m          | Aliaksandr Subota (T46)      | 6,35 m         |
| Salto in alto | T11       | Siarhei Burdukou             | 1,90 m          | Andrey Shashko              | 1,80 m          | Salvador Cano Garcia         | 1,74 m         |
| Salto in alto | T42 - T44 | Lukasz Mamczarz (T42)        | 1,75 m 917 p.   | Maciej Lepiato (T44)        | 2,11 m 902 p.   | Jonathan Broom-Edwards (T44) | 2,07 m 855 p.  |
| Salto in alto | T46 - T47 | Alexandre Dipoko-Ewane (T46) | 1,88 m          | Reinhold Boetzel (T46)      | 1,80 m          | Ivan Botvich (T46)           | 1,80 m         |
| Lanci |           |                              |                 |                             |                 |                              |                |
| Getto del peso | F12       | Kim Lopez Gonzalez           | 15,62 m         | Miljenko Vucic              | 14,43 m         | Yury Buchkou                 | 13,42 m        |
| Getto del peso | F20       | Dimitrios Senikidis          | 15,46 m         | Efstratios Nikolaidis       | 15,04 m         | Jeffrey Ige                  | 15,01 m        |
| Getto del peso | F32       | Vladislav Frolov             | 9,77 m          | Maciej Sochal               | 8,37 m          | Dimitrios Zisidis            | 8,34 m         |
| Getto del peso | F33       | Aleksandr Khrupin            | 10,06 m         | Daniel Scheil               | 9,94 m          | Non assegnato                | Non assegnato  |
| Getto del peso | F34       | Nikita Oblepov               | 9,21 m          | Radmilo Baranin             | 8,72 m          | Sergei Diorditca             | 8,28 m         |
| Getto del peso | F35       | Alexander Elmin              | 14,06 m         | Sam Ruddock                 | 13,65 m         | Tomasz Paulinski             | 12,94 m        |
| Getto del peso | F36       | Vladimir Sviridov            | 15,34 m         | Sebastian Dietz             | 14,63 m         | Pawel Piotrowski             | 13,42 m        |
| Getto del peso | F37       | Mindaugas Bilius             | 16,07 m         | Dmitrijs Silovs             | 13,17 m         | Donatas Dundzys              | 13,12 m        |
| Getto del peso | F38       | Dušan Grézl                  | 12,14 m         | Victor Svanesohn            | 12,03 m         | Non assegnato                | Non assegnato  |
| Getto del peso | F40 - F41 | Bartosz Tyszkowski (F41)     | 13,64 m 1042 p. | Niko Kappel (F41)           | 13,23 m 1016 p. | Dmitry Dushkin (F40)         | 10,83 m 980 p. |
| Getto del peso | F42       | Aled Davies                  | 16,11 m         | Badr Touzi                  | 13,35 m         | Tom Habscheid                | 12,98 m        |
| Getto del peso | F44       | Ivan Katanusic               | 15,69 m         | Adrian Matusik              | 15,59 m         | Non assegnato                | Non assegnato  |
| Getto del peso | F46       | Andrius Skuja                | 13,84 m         | Matthias Uwe Schulze        | 13,37 m         | Non assegnato                | Non assegnato  |
| Getto del peso | F53       | Che Jon Fernandes            | 7,93 m          | Ales Kisy                   | 7,64 m          | Non assegnato                | Non assegnato  |
| Getto del peso | F55       | Ruzhdi Ruzhdi                | 12,04 m         | Nebojsa Duric               | 11,05 m         | Lech Stoltman                | 10,75 m        |
| Getto del peso | F56 - F57 | Janusz Rokicki (F57)         | 14,72 m         | Alexey Ashapatov (F57)      | 13,90 m         | Aleksi Kirjonen (F56)        | 12,18 m        |
| Lancio del disco | F11       | Oney Tapia                   | 42,56 m         | David Casinos Sierra        | 38,37 m         | Sergei Shatalov              | 38,47 m        |
| Lancio del disco | F12       | Kim Lopez Gonzalez           | 44,25 m         | Marek Wietecki              | 43,83 m         | Hector Cabrera Llacer        | 41,18 m        |
| Lancio del disco | F33 - F34 | Nikita Oblepov (F34)         | 25,08 m         | Daniel Scheil (F33)         | 25,07 m         | Evgenii Malykh (F33)         | 22,66 m        |
| Lancio del disco | F37       | Mindaugas Bilius             | 49,23 m         | Ronni Jensen                | 47,70 m         | Joshua Bain                  | 44,18 m        |
| Lancio del disco | F42       | Aled Davies                  | 54,14 m         | Tom Habscheid               | 45,41 m         | Dechko Ovcharov              | 38,47 m        |
| Lancio del disco | F44 - F46 | Dan Greaves (F44)            | 58,15 m 1008 p. | Ivan Katanusic (F44)        | 55,59 m 970 p.  | Adrian Matusik (F44)         | 49,98 m 863 p. |
| Lancio del disco | F52       | Robert Jachimowicz           | 19,42 m         | Velimir Sandor              | 18,53 m         | Kestutis Skucas              | 16,19 m        |
| Lancio del disco | F55 - F56 | Ruzhdi Ruzhdi (F55)          | 39,33 m         | Slobodan Miletić (F55)      | 38,24 m         | Mustafa Yuseinov (F55)       | 37,24 m        |
| Lancio del disco | F57       | Miroslav Petkovic            | 42,84 m         | Janusz Rokicki              | 42,53 m         | Alexey Ashapatov             | 40,20 m        |
| Lancio del giavellotto | F11       | Vitalii Telesh               | 42,01 m         | Non assegnato               | Non assegnato   | Non assegnato                | Non assegnato  |
| Lancio del giavellotto | F12 - F13 | Branimir Budetic (F13)       | 65,74 m         | Hector Cabrera Llacer (F12) | 62,28 m         | Nemanja Dimitrijevic (F13)   | 60,15 m        |
| Lancio del giavellotto | F34       | Radmilo Baranin              | 20,17 m         | Sergei Diorditca            | 17,16 m         | Non assegnato                | Non assegnato  |
| Lancio del giavellotto | F37- F38  | Dmitrijs Silovs (F37)        | 54,86 m 1055 p. | Alexandr Lyashchenko (F37)  | 47,97 m 948 p.  | Petr Vratil (F38)            | 39,85 m 775 p. |
| Lancio del giavellotto | F40 - F41 | Yan Shkulka (F40)            | 31,31 897 p.    | Mathias Mester (F41)        | 37,84 m 839 p.  | Bartosz Tyszkowski (F41)     | 36,24 m 788 p. |
| Lancio del giavellotto | F42 - F44 | Helgi Sveinsson (F42)        | 55,42 m         | Jonas Spudis (F44)          | 52,72 m         | Runar Steinstad (F42)        | 50,34 m        |
| Lancio del giavellotto | F46       | Aliaksandr Subota            | 49,02 m         | Matthias Uwe Schulze        | 45,83 m         | Andrius Skuja                | 39,12 m        |
| Lancio del giavellotto | F54       | Alexey Kuznetsov             | 29,91 m         | Manolis Stefanoudakis       | 28,96 m         | Aliaksandr Tryputs           | 25,47 m        |
| Lancio del giavellotto | F55       | Milos Zaric                  | 30,86 m         | Mustafa Yuseinov            | 29,73 m         | Nebojsa Duric                | 28,46 m        |
| Lancio del giavellotto | F57       | Marcelin Walico              | 34,56 m         | Alexander Pyatkov           | 30,17 m         | Musa Davulcu                 | 29,33 m        |
| Lancio della clava | F32       | Maciej Sochal                | 37,19 m         | Vladislav Frolov            | 36,13 m         | Stephen Miller               | 30,92 m        |
| Lancio della clava | F51       | Zeljko Dimitrijevic          | 27,04 m         | Radim Běleš                 | 24,32 m         | Marian Kureja                | 23,73 m        |
| record mondiale; record mondiale stagionale; record europeo; record europeo stagionale; record dei campionati; record nazionale; record personale; record personale stagionale. |           |                              |                 |                             |                 |                              |                |

### Donne

#### Corse
| Specialità | Categoria       | Oro | Prestazione | Argento                                  | Prestazione   | Bronzo                        | Prestazione   |
| Corse piane |                 | |             |                                          |               |                               |               |
| 100 m | T11             | Alina Samigulina guida: Anatolii Bystrov | 13"08       | Joanna Mazur guida: Michal Stawicki      | 13"14         | Ronja Oja guida: Jesper Oja   | 13"57         |
| 100 m | T12             | Katrin Mueller-Rottgardt guida: Sebastian Fricke | 12"20       | Veronika Zotova guida: Dmitrii Slepov    | 13"39         | Sara Fernandez Roldan         | 14"00         |
| 100 m | T13             | Carolina Duarte | 12"87       | Arina Baranova                           | 13"02         | Janne Sophie Engeleiter       | 13"27         |
| 100 m | T34             | Veronika Doronina | 20"10       | Carly Tait                               | 20"46         | Non assegnato                 | Non assegnato |
| 100 m | T35             | Maria Lyle | 14"45       | Oxana Corso                              | 15"28         | Jagoda Kibil                  | 16"46         |
| 100 m | T37             | Georgina Hermitage | 13"85       | Anna Sapozhnikova                        | 14"55         | Zhanna Fekolina               | 14"99         |
| 100 m | T38             | Sophie Hahn | 12"87       | Margarita Goncharova                     | 13"07         | Anna Trener-Wierciak          | 13"53         |
| 100 m | T42             | Martina Caironi | 15"80       | Vanessa Low                              | 16"29         | Monica Graziana Contrafatto   | 17"03         |
| 100 m | T43 - T44       | Irmgard Bensusan (T44) | 13"60       | Laura Sugar (T44)                        | 13"70         | Abassia Rahmani (T43)         | 14"78         |
| 100 m | T46 - T47       | Alicja Fiodorow (T47) | 12"78       | Aleksandra Moguchaia (T46)               | 12"88         | Angelina Lanza (T46)          | 13"01         |
| 100 m | T53             | Hamide Kurt | 18"53       | Akzhana Abdikarimova                     | 19"06         | Non assegnato                 | Non assegnato |
| 100 m | T54             | Zubeyde Supurgeci | 18"02       | Natalia Kocherova                        | 18"61         | Non assegnato                 | Non assegnato |
| 200 m | T11             | Joanna Mazur guida: Michal Stawicki | 26"73       | Alina Samigulina guida: Anatolii Bystrov | 27"10         | Arjola Dedaj                  | 28"39         |
| 200 m | T12             | Katrin Mueller-Rottgardt guida: Sebastian Fricke | 24"29       | Anna Kulinich-Sorokina                   | 25"79         | Malgorzata Ignasiak           | 26"70         |
| 200 m | T13             | Nantenin Keïta | 25"69       | Carolina Duarte                          | 26"13         | Janne Sophie Engeleiter       | 27"82         |
| 200 m | T35             | Maria Lyle | 29"91       | Oxana Corso                              | 33"09         | Jagoda Kibil                  | 34"80         |
| 200 m | T37             | Georgina Hermitage | 27"21       | Anna Sapozhnikova                        | 29"80         | Natalia Jasinska              | 31"26         |
| 200 m | T38             | Margarita Goncharova | 26"46       | Sophie Hahn                              | 26"67         | Kadeena Cox                   | 27"40         |
| 200 m | T43 - T44       | Irmgard Bensusan (T44) | 27"70       | Giuseppina Versace (T43)                 | 28"07         | Laura Sugar (T44)             | 28"29         |
| 200 m | T47             | Alicja Fiodorow | 25"83       | Aleksandra Moguchaia                     | 26"02         | Angelina Lanza                | 26"65         |
| 200 m | T53 - T54       | Natalia Kocherova (T54) | 31"47       | Zubeyde Supurgeci (T54)                  | 32"09         | Alexandra Helbling (T54)      | 32"67         |
| 400 m | T12             | Melani Berges Gamez guida: Sergio Sanchez Palancar                                                                                                  | 58"09       | Izaskun Oses Ayucar                      | 58"30         | Oznur Alumur guida: Ahmet Tas | 1'04"40       |
| 400 m | T13             | Nantenin Keïta | 56"30       | Arina Baranova                           | 58"79         | Carolina Duarte               | 58"16         |
| 400 m | T20             | Barbara Niewiedzial | 57"98       | Sabina Stenka                            | 59"52         | Piroska Csontos               | 1'00"52       |
| 400 m | T34             | Veronika Doronina | 1'08"70     | Carly Tait                               | 1'08"74       | Non assegnato                 | Non assegnato |
| 400 m | T37 - T38       | Georgina Hermitage (T37) | 1'00"63     | Margarita Goncharova (T38)               | 1'02"12       | Evgeniya Trushnikova (T37)    | 1'06"21       |
| 400 m | T43 - T44       | Marie-Amelie le Fur (T44) | 59"34       | Irmgard Bensusan (T44)                   | 1'02"71       | Giuseppina Versace (T43)      | 1'05"31       |
| 400 m | T53             | Hamide Kurt | 56"45       | Akzhana Abdikarimova                     | 57"66         | Non assegnato                 | Non assegnato |
| 400 m | T54             | Natalia Kocherova | 55"83       | Gunilla Wallengren                       | 57"35         | Alexandra Helbling            | 58"10         |
| 800 m | T20             | Arleta Meloch | 2'18"10     | Bernadett Biacsi                         | 2'20"80       | Mariia Koltcova               | 2'25"12       |
| 800 m | T53 - T54       | Natalia Kocherova (T54) | 1'53"07     | Gunilla Wallengren (T54)                 | 1'54"96       | Hamide Kurt (T53)             | 1'57"22       |
| 1.500 m | T11             | Oznur Alumur guida: Ahmet Tas | 5'15"32     | Maria Fiuza guida: Jose Ferreira         | 5'21"46       | Non assegnato                 | Non assegnato |
| 1.500 m | T12 - T13       | Elena Pautova (T12) guida: Grigoriy Andreev | 4'41"15     | Izaskun Oses Ayucar (T12)                | 4'48"15       | Greta Streimikyte (T13)       | 4'54"25       |
| 1.500 m | T20             | Barbara Niewiedzial | 4'34"62     | Ilona Biacsi                             | 4'36"16       | Arleta Meloch                 | 4'37"78       |
| 1.500 m | T54             | Natalia Kocherova | 3'32"28     | Akzhana Abdikarimova                     | 3'35"91       | Gunilla Wallengren            | 3'36"03       |
| 5.000 m | T54             | Natalia Kocherova | 11'58"04    | Gunilla Wallengren                       | 12'03"08      | Non assegnato                 | Non assegnato |
| Staffette |                 | |             |                                          |               |                               |               |
| 4×100 m | T11 - T12 - T13 | Russia Veronika Zotova (T12) guida: Dmitrii Slepov Anna Kulinich-Sorokina (T12) Arina Baranova (T13) Alina Samigulina (T11) guida: Anatolii Bystrov | 49"49       | Non assegnato                            | Non assegnato | Non assegnato                 | Non assegnato |
| 4×100 m | T35 - T37 - T38 | Regno Unito Olivia Breen (T38) Maria Lyle (T35) Georgina Hermitage (T37) Sophie Hahn (T38)                                                          | 51"63       | Non assegnato                            | Non assegnato | Non assegnato                 | Non assegnato |
| record mondiale; record mondiale stagionale; record europeo; record europeo stagionale; record dei campionati; record nazionale; record personale; record personale stagionale. |                 | |             |                                          |               |                               |               |

#### Concorsi
| Specialità | Categoria       | Oro                          | Prestazione     | Argento                  | Prestazione    | Bronzo                    | Prestazione    |
| Salti |                 |                              |                 |                          |                |                           |                |
| Salto in lungo | T11             | Viktoria Karlsson            | 4,59 m          | Ronja Oja                | 4,32 m         | Arjola Dedaj              | 4,25 m         |
| Salto in lungo | T12             | Sara Martinez                | 5,53 m          | Anna Kaniuk              | 5,45 m         | Katrin Mueller-Rottgardt  | 5,45 m         |
| Salto in lungo | T20             | Karolina Kucharczyk          | 5,87 m          | Mikela Ristoski          | 5,68 m         | Kristina Minakova         | 5,27 m         |
| Salto in lungo | T37             | Zhanna Fekolina              | 4,89 m          | Franziska Liebhardt      | 4,73 m         | Anna Sapozhnikova         | 4,53 m         |
| Salto in lungo | T38             | Margarita Goncharova         | 5,11 m          | Ramune Adomaitiene       | 4,61 m         | Anna Trener-Wierciak      | 4,43 m         |
| Salto in lungo | T42 - T44       | Vanessa Low (T42)            | 4,71 m 1080 p.  | Martina Caironi (T42)    | 4,48 m 1024 p. | Marie-Amélie Le Fur (T44) | 5,69 m 1021 p. |
| Salto in lungo | T46 - T47       | Aleksandra Moguchaia (T46)   | 5,74 m          | Nikol Rodomakina (T47)   | 5,39 m         | Angelina Lanza (T46)      | 5,24 m         |
| Lanci |                 |                              |                 |                          |                |                           |                |
| Getto del peso | F12             | Sofia Oksem                  | 13,68 m         | Tamara Sivakova          | 11,98 m        | Non assegnato             | Non assegnato  |
| Getto del peso | F20             | Ewa Durska                   | 14,10 m         | Antonina Baranova        | 13,36 m        | Ines Fernandes            | 12,35 m        |
| Getto del peso | F32 - F33       | Svetlana Krivenok (F33)      | 5,75 m 875 p.   | Anthi Liagkou (F33)      | 4,89 m 655 p.  | Noemi Szigeti (F32)       | 3,66 m 215 p.  |
| Getto del peso | F34             | Lucyna Kornobys              | 8,33 m          | Elena Orlova             | 6,81 m         | Frances Herrmann          | 6,78 m         |
| Getto del peso | F35 - F36       | Birgit Kober (F36)           | 11,20 m 1020 p. | Galina Lipatnikova (F36) | 9,34 m 826 p.  | Juliane Mogge (F36)       | 9,19 m 805 p.  |
| Getto del peso | F37             | Franziska Liebhardt          | 13,62 m         | Irina Vertinskaya        | 12,50 m        | Non assegnato             | Non assegnato  |
| Getto del peso | F40 - F41 - F42 | Renata Sliwinska (F40)       | 6,32 m 672 p.   | Marijana Goranovic (F41) | 6,93 m 535 p.  | Uliana Podpalnaya (F40)   | 4,99 m 336 p.  |
| Getto del peso | F53 - F54       | Mariia Bogacheva (F54)       | 7,14 m 938 p.   | Dimitra Korokida (F53)   | 4,27 m 870 p.  | Deirdre Mongan (F53)      | 4,23 m 859 p.  |
| Getto del peso | F55             | Diana Dadzite                | 8,12 m          | Marianne Buggenhagen     | 7,45 m         | Daniela Todorova          | 6,90 m         |
| Getto del peso | F56 - F57       | Ivanka Koleva (F57)          | 8,50 m          | Martina Willing (F56)    | 7,89 m         | Miroslava Obrova (F57)    | 6,23 m         |
| Lancio del disco | F11- F12        | Sofia Oksem (F12)            | 47,40 m 1048 p. | Busra Nur Tirikli (F11)  | 26,61 m 805 p. | Non assegnato             | Non assegnato  |
| Lancio del disco | F37 - F38       | Noelle Lenihan (F38)         | 32,14 m         | Eva Berna (F37)          | 30,79 m        | Irina Vertinskaya (F37)   | 29,59 m        |
| Lancio del disco | F40 - F41       | Renata Sliwinska (F40)       | 16,86 m 848 p.  | Niamh McCarthy (F41)     | 27,05 m 833 p. | Holly Neill (F41)         | 22,44 m 586 p. |
| Lancio del disco | F55             | Marianne Buggenhagen         | 24,57 m         | Marie Hawkeswood         | 20,90 m        | Diana Dadzite             | 20,77 m        |
| Lancio del disco | F56 - F57       | Orla Barry (F57)             | 31,18 m         | Ivanka Koleva (F57)      | 21,66 m        | Martina Willing (F56)     | 20,94 m        |
| Lancio del giavellotto | F11 - F12 - F13 | Anna Kulinich-Sorokina (F12) | 40,33 m 904 p.  | Natalija Eder (F12)      | 36,22 m 788 p. | Non assegnato             | Non assegnato  |
| Lancio del giavellotto | F34             | Marjaana Heikkinen           | 17,87 m         | Frances Herrmann         | 17,39 m        | Lucyna Kornobys           | 16,81 m        |
| Lancio del giavellotto | F37             | Irina Vertinskaya            | 26,28 m         | Svetlana Sergeeva        | 25,96 m        | Non assegnato             | Non assegnato  |
| Lancio del giavellotto | F54             | Mariia Bogacheva             | 15,16 m         | Yuliya Nezhura           | 10,65 m        | Non assegnato             | Non assegnato  |
| Lancio del giavellotto | F55 - F56       | Martina Willing (F56)        | 22,05 m         | Diana Dadzite (F55)      | 20,29 m        | Daniela Todorova (F55)    | 18,80 m        |
| Lancio della clava | F31 - F32 - F51 | Joanna Butterfield (F51)     | 22,75 m 1100 p. | Gemma Prescott (F32)     | 21,08 m 886 p. | Abbie Hunnisett (F32)     | 20,32 m 838 p. |
| record mondiale; record mondiale stagionale; record europeo; record europeo stagionale; record dei campionati; record nazionale; record personale; record personale stagionale. |                 |                              |                 |                          |                |                           |                |

## Medagliere
Legenda
     Paese ospitante
| Posizione | Paese       | Oro | Argento | Bronzo | Totale |
| --------- | ----------- | --- | ------- | ------ | ------ |
| 1         | Russia      | 51  | 51      | 29     | 131    |
| 2         | Regno Unito | 23  | 17      | 16     | 56     |
| 3         | Polonia     | 22  | 11      | 17     | 50     |
| 4         | Germania    | 13  | 21      | 9      | 43     |
| 5         | Francia     | 10  | 4       | 6      | 20     |
| 6         | Spagna      | 7   | 7       | 7      | 21     |
| 7         | Turchia     | 6   | 4       | 5      | 15     |
| 8         | Finlandia   | 5   | 3       | 4      | 12     |
| 9         | Croazia     | 4   | 4       | 0      | 8      |
| 10        | Bulgaria    | 3   | 6       | 4      | 13     |
| 11        | Grecia      | 3   | 4       | 2      | 9      |
| 12        | Lituania    | 3   | 2       | 3      | 8      |
| 13        | Italia      | 2   | 5       | 6      | 13     |
| 14        | Svezia      | 2   | 5       | 2      | 9      |
| 15        | Bielorussia | 2   | 3       | 5      | 10     |
| 16        | Serbia      | 2   | 2       | 2      | 6      |
| 17        | Lettonia    | 2   | 2       | 1      | 5      |
| 18        | Irlanda     | 2   | 1       | 2      | 5      |
| 19        | Belgio      | 2   | 0       | 1      | 3      |
| 20        | Portogallo  | 1   | 4       | 7      | 12     |
| 21        | Rep. Ceca   | 1   | 3       | 2      | 6      |
| 22        | Danimarca   | 1   | 2       | 2      | 5      |
| 23        | Austria     | 1   | 2       | 1      | 4      |
| 24        | Montenegro  | 1   | 2       | 0      | 3      |
| 25        | Svizzera    | 1   | 1       | 5      | 7      |
| 26        | Islanda     | 1   | 0       | 0      | 1      |
| 27        | Ungheria    | 0   | 2       | 2      | 4      |
| 28        | Slovacchia  | 0   | 1       | 3      | 4      |
| 29        | Lussemburgo | 0   | 1       | 1      | 2      |
| 30        | Cipro       | 0   | 1       | 0      | 1      |
| 31        | Norvegia    | 0   | 0       | 1      | 1      |
| 31        | Romania     | 0   | 0       | 1      | 1      |
| Totale    | Totale      | 171 | 171     | 146    | 488    |